# 歐奈西克瑞塔斯

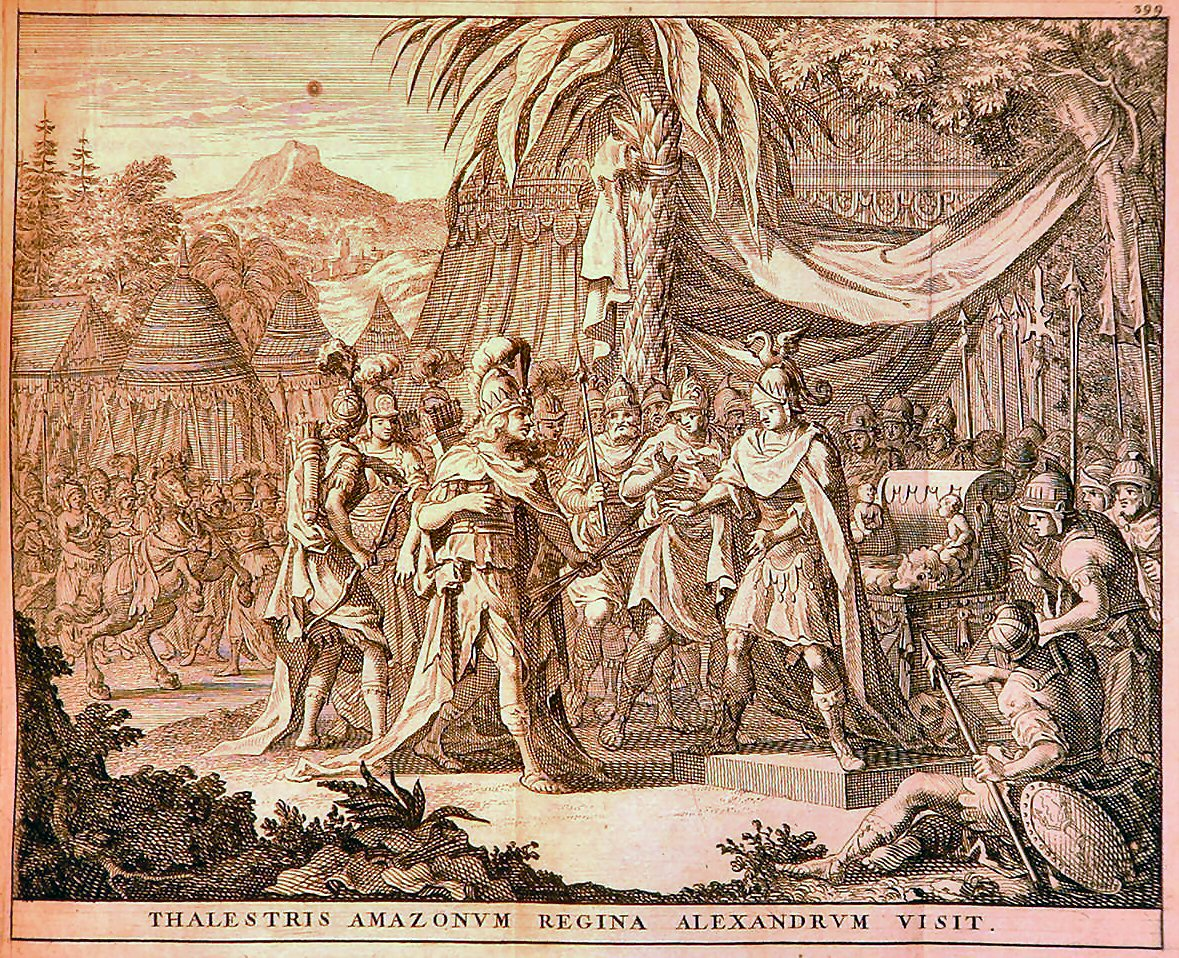
在歐奈西克瑞塔斯的記敘裡，有關亞歷山大大帝接見亞馬遜女王塔勒斯特里絲（Thalestris）的傳聞

歐奈西克瑞塔斯 （希臘語：Ὀνησίκριτος；前360年—前290年）是希臘的作家，他跟著亞歷山大大帝參與東征行動，並寫了一部關於亞歷山大的傳記，然而他在傳記中謊稱自己是亞歷山大的艦隊司令，但實際上當時他只不過是個旗艦的領航員。羅馬帝國時的阿利安在《亞歷山大遠征記》中以及後世很多歷史學家都引用很多次歐奈西克瑞塔斯的史料。

## 生平
歐奈西克瑞塔斯兒時居住於希臘的阿斯提帕萊阿島（Astypalaia），很有可能他因生長在海島上，所以擁有一些航海知識並在日後受益良多。羅馬帝國時代作家第歐根尼·拉爾修稱呼他為埃伊納島（Aegina）的歐奈西克瑞塔斯，很可能他日後移居埃伊納島，並描述他之後因兒子的因素來到雅典，他的兒子菲利斯庫和安德羅斯提尼當時受到犬儒學派錫諾普的第歐根尼的哲學吸引並成為追隨者。不知何時歐奈西克瑞塔斯也拜入第歐根尼的門下，成為犬儒主義者。很有可能他在雅典時加入亞歷山大的遠征軍。
並不了解當時歐奈西克瑞塔斯為何要伴隨亞歷山大入侵亞洲，也不清楚當時他擔任的職務。當在亞歷山大大帝進入印度時，歐奈西克瑞塔斯被派去拜訪印度知名的哲學家或天體學派（Gymnosophists）哲者卡拉努斯（Calanus）等人，並跟他們介紹希臘蘇格拉底、第歐根尼等的哲學，還邀請他們前來與亞歷山大會面。
當亞歷山大大帝在希達斯皮斯河（今傑赫勒姆河）建造他的艦隊，他任命歐奈西克瑞塔斯為自己旗艦的領航員或艦隊領航員(希臘語：ἀρχικυϐερνήτης)，隨著艦隊沿著印度河順流而下直到出海，歐奈西克瑞塔斯都擔任這個職務。甚至當亞歷山大準備兵分海陸兩路返程，任命尼阿卡斯為艦隊司令，歐奈西克瑞塔斯依舊擔任這個職務。尼阿卡斯的艦隊和歐奈西克瑞塔斯經過一段辛苦且險惡的航程後，返回美索不達米亞出海口，並與亞歷山大的陸路會師。
在蘇薩時，亞歷山大為了表揚尼阿卡斯和歐奈西克瑞塔斯等人的功勞，給了他們各一頂金冠.。在亞歷山大逝世後，不太清楚歐奈西克瑞塔斯做了什麼事，但根據普魯塔克的著作透露出歐奈西克瑞塔斯當時很可能待在利西馬科斯的宮廷中，很有可能在那裏完成他有關亞歷山大的著作，然而在另一個羅馬時的諷刺作家路吉阿諾斯的著作片段中，歐奈西克瑞塔斯很可能在亞歷山大在世時就開始著手進行寫作。

## 著作
第歐根尼·拉爾修描述歐奈西克瑞塔斯有篇關於亞歷山大的著作，名叫《亞歷山大是如何的博學》(希臘語：Πῶς Ἀλέξανδρος Ἤχθη)，以色諾芬風格撰寫。但第歐根尼·拉爾修認為這本應該是歐奈西克瑞塔斯某個大作的其中一篇，因為它太短了。歐奈西克瑞塔斯的亞歷山大東征的史料經常被後世所引用，用來描述歐奈西克瑞塔斯曾經遊歷過的那些國度。
雖然歐奈西克瑞塔斯親身經歷過許多事，然而他的文章明顯混雜事實和虛構誇大的故事，如歐奈西克瑞塔斯說亞歷山大大帝曾經接見亞馬遜女王塔勒斯特里絲（Thalestris）的事件，但許多其它較可靠的托勒密一世、阿里斯托布魯斯（Aristobulus）都沒記載此事。普魯塔克甚至記載歐奈西克瑞塔斯在國王利西馬科斯面前朗讀亞馬遜這段故事時，曾經擔任過亞歷山大近身護衛官的利西馬科斯笑著問:「那個時候我在哪裡呢?」，來諷刺歐奈西克瑞塔斯的記敘不確實。阿利安則譴責歐奈西克瑞塔斯謊稱自己為艦隊司令，因此歐奈西克瑞塔斯的著作被人認為是較不可靠的參考來源。

## 腳注和參考資料
1. ↑  第歐根尼·拉爾修, vi. 84; 阿利安, 《亞歷山大遠征記:印度》18; 勞狄俄斯·埃利安, H. N. xvi. 39
2. ↑  第歐根尼·拉爾修, vi. 75; cf. vi. 84
3. ↑  第歐根尼·拉爾修, vi. 75; 普魯塔克, 《希臘羅馬英豪列傳:亞歷山大》, 65; 斯特拉波, xv. 65.
4. ↑  然而，也有可能其實有兩個同名的歐奈西克瑞塔斯一同參加亞歷山大的遠征，一個是出身阿斯提帕萊阿島，他寫了亞歷山大的傳記。另一個出身埃伊納島，曾住在雅典，他是犬儒主義者。
5. ↑  斯特拉波, xv.  65; 普魯塔克. 《希臘羅馬英豪列傳:亞歷山大》,  65.
6. ↑  阿利安, 《亞歷山大遠征記》vi. 2. § 6, vii. 5. §9, 《亞歷山大遠征記:印度》18; Curt. ix. 10. § 3, x. 1. § 10; 普魯塔克, 《希臘羅馬英豪列傳:亞歷山大》,  66,
7. ↑  普魯塔克, 《希臘羅馬英豪列傳:亞歷山大》,  46
8. ↑  Quomodo hist, conscr. c. 40
9. ↑  第歐根尼·拉爾修, vi. 84; 《蘇達辭書》 歐奈西克瑞塔斯.
10. ↑  普魯塔克, 《希臘羅馬英豪列傳:亞歷山大》, 46.
11. ↑  阿利安, 《亞歷山大遠征記》vi. 2. § 6